# 鹫峰寺
39°56′46.23″N 114°04′31.68″E / 39.9461750°N 114.0754667°E
鹫峰寺，又名澍峰寺、澍鹫寺，当地人俗称塔儿寺，坐落在河北省阳原县小盐厂村南两公里处的恒山支脉鹫峰岭上。
据考证该寺始建于唐贞元（公元785-805年）年间，清咸丰（公元1851-1861年）年间重修，距今已有1200多年的历史。现存仅存遗址为该寺西侧的大塔，即鹫峰寺塔，俗称唐塔，其龄与寺院相同，该塔为砖土建筑，1989年秋天的册田大地震中，塔尖被震下来，至今下落不明。1993年，鹫峰寺塔被列入河北省文物保护单位名单。
2004年，鹫峰寺正式恢复为佛教活动场所，方圆几百里之内（包括山西省大同市，河北省张家口市）的善男信女出资修正寺院，到2007年夏在建的寺院已经颇具规模，前来膜拜的佛教徒甚多。